# Antoni Szylling
Antoni Szylling (31. srpna 1881, Płoniawy-Bramura, Ruské impérium – 17. června 1971, Montreal, Kanada) byl polský generál za druhé světové války, velel Armádě Krakov.

## Biografie
Narodil se v roce 1881. V roce 1914 byl povolán do ruské armády, ve které dosáhl hodnosti štábního kapitána. V roce 1917 vstoupil do 2. polského sboru, kde velel 5. pěšímu pluku. V polské armádě od roku 1919. V polsko-sovětské válce velel 44. pěšímu pluku, v roce 1922 se stal plukovníkem. V tomto roce odešel do výslužby na vlastní žádost, do polské armády se vrátil v roce 1925 kdy se stal velitelem divizní pěchoty v 28. pěší divizi ve Varšavě. Od roku 1928 velel 8. pěší divizi v pevnosti Modlin. V době invaze do Polska velel Armádě Krakov. Dostal se do německého zajetí, kde byl do roku 1945. Zemřel roku 1971 v Montrealu.